# Prêmio CNI SESI Marcantonio Vilaça
O Prêmio CNI SESI Marcantonio Vilaça para as Artes Plásticas, através da Lei nº 11.125, de 20 de junho de 2005, institui a concessão anual de um prêmio para as artes plásticas e recebe o nome Marcantonio Villaça, em homenagem póstuma ao galerista pernambucano.
Lançado em 20 de abril de 2004 e coordenado pelo braço social da CNI, o SESI, o Prêmio Marcantonio Vilaça se destaca no circuito brasileiro das artes plásticas pelo ineditismo e amplo raio de alcance. Além de conceder uma bolsa de trabalho anual para cinco artistas plásticos a cada edição, o Prêmio proporciona o acompanhamento de cada um desses artistas por um crítico, a edição de catálogos bilíngues e a realização de uma exposição itinerante por seis cidades, cobrindo todas as regiões do País. Ao final, cada artista doa uma obra de sua autoria a uma das instituições que abrigam a exposição.
O Prêmio presta uma homenagem ao galerista e colecionador Marcantonio Vilaça (1962-2000), o grande responsável pela projeção de arte contemporânea brasileira dos anos 1990 no exterior. Marcantonio Vilaça foi uma das figuras mais relevantes das artes plásticas brasileiras nos últimos 20 anos. Com seu espírito empreendedor, contribuiu de forma marcante para a cultura nacional, não só por meio de incentivo aos novos talentos como também pela abertura de novos espaços para a projeção da arte brasileira no mercado internacional.